# Алмала (Переволоцкий район)
Алмала — село в Переволоцком районе Оренбургской области России. Входит в состав Степановского сельсовета.

## География
Расположено в центральной части региона, на месте впадения реки Охун в реку Большой Уран.

## Население
| 2010 |
| ---- |
| 261  |

## Известные уроженцы, жители
Мустафин, Раис Рауфович (23 октября 1980, Алмала — 13 июля 2020) — Герой Российской Федерации.

## Транспорт
Просёлочные дороги.